# Juan Ducasse
Juan Ducasse (Montevideo, 2 settembre 1998) è un cestista uruguaiano.

## Carriera
Con l'Uruguay ha disputato i Campionati americani del 2017.

## Palmarès
- Campionato uruguaiano: 1

Hebraica Macabi: 2022-23